# Colocleora kenyensis
Colocleora kenyensis là một loài bướm đêm trong họ Geometridae.